# Cerdodon
Cerdodon es un género extinto de sinápsidos no mamíferos que vivieron en lo que ahora es Sudáfrica durante el Pérmico Superior. Sus restos fósiles, un cráneo fragmentario, aparecieron en la provincia del Cabo Occidental.